# NGC 4567
NGC 4567 je spiralna galaktika u zviježđu Djevici. S galaktikom NGC 4568 tvori dvojac međudjelujućih galaktika poznatih pod imenom Sijamski blizanci ili Leptir-galaktike.

## Vanjske poveznice
- (engl.) SEDS: NGC 4567
- (engl.) Revidirani Novi opći katalog
- (engl.) Izvangalaktička baza podataka NASA-e i IPAC-a
- (engl.) Astronomska baza podataka SIMBAD
- (engl.) VizieR